# 나태

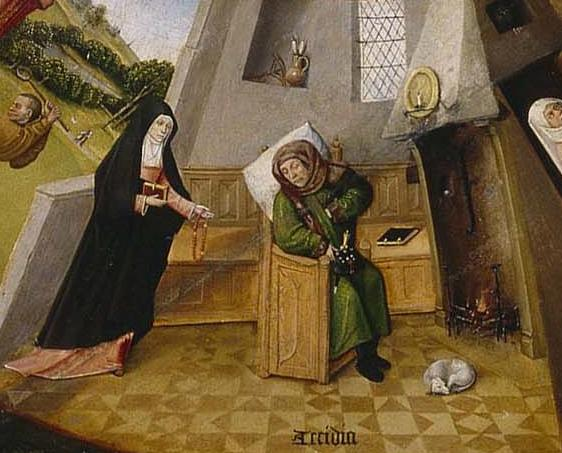
히에로니무스 보스 작, 칠죄종과 네 가지 마지막 일에서 아케디아.

나태(懶怠)는 기독교 가르침에서 칠죄종 중 하나이다. 이는 고대에 거슬러 올라가고 정신적, 영적, 병리학적, 물리적 상태를 포함하는 혼란스러운 개념을 가리키기 때문에, 죄로 정의하고 여기기 가장 어려운 죄이다. 한 가지 정의는 노력에 대한 습관적인 싫증, 또는 게으름이다.
사회를 지지하는 일의 미덕과 더 나아가 하나님의 계획에 대한 견해는 무행동이 죄를 불러 일으킴을 암시한다. "사탄은 여전히 게으른 사람들이 행해야 할 악행을 발견하기 때문이다. 사탄은 죄의 신, 지하 세계 및 모든 사악한 것이다." (아이작 와츠 작 《게으름과 장난에 대하여》)

## 같이 보기
| - 아케디아 - 무감정 - 빈둥거림 - 무지 - 무종교 - 게으름 - 우울증 - 정오의 악마 - 게으름뱅이 - 무기력 - 지연행동 | - 칠죄종 성욕 탐식 탐욕 나태 분노 선망 교만 | - 일곱 덕 순결 절제 자선 근면 인내 친절 겸손 |

## 참고 문헌
- Bible, English Standard Version Revised, 1971, Biblegateway.com, http://www.biblegateway.com/
- Catholic Encyclopedia, Sloth, http://www.newadvent.org/cathen/14057c.htm
- Thomas Pynchon: The Deadly Sins/Sloth; Nearer, My Couch, to Thee, New York Times, June 6, 1993